# Josef Frenken
Josef Frenken est un homme politique allemand, né le 27 septembre 1854 à Waldfeucht (Empire allemand) et mort le 10 septembre 1943 à Cologne.
Membre du Zentrum, il est ministre de la Justice et commissaire aux territoires occupés en 1925.